# Якима
Вижте пояснителната страница за други значения на Якима.
Якима (на английски: Yakima) е град в центраната част на американския щат Вашингтон с население от 93 667 души (по приблизителна оценка за 2017 г.), разположен в долината на река Якима. Градът е окръжен център на едноименния окръг Якима. Климатът му е много по-различен от този в западната, крайбрежна част на щата – сух, с горещо лято и студена зима с ограничени снеговалежи. Това е обусловено от факта, че планининската верига на Каскадите (англ. Cascades) спира влажните въздушни маси, идващи от Тихия океан. Поради това регионът е подходящ за земеделие, което представлява и основният поминък на града. Якима е голям производител на ябълки, череши, праскови и грозде. Долината на река Якима е един от известните винопроизводителски региони в САЩ.

## Личности
Родени
- Робърт Лукас – американски икономист
- Кайл Маклоклан – американски актьор
- Деби Макомбър – американска писателка на романси

## Побратимени градове
- Бърли (Айдахо, САЩ)
- Дербент, Русия
- Енсенада, Мексико
- Итаянаги, Япония
- Морелия, Мексико